# .to
.to er et nationalt topdomæne der er reserveret til Tonga. Domænet benyttes også af adskillige virksomheder og privatpersoner fra andre dele af verden, dels fordi to er et almindeligt engelsk forholdsord (som så kan indgå i sammenhænge som come.to, go.to osv.), dels fordi byen Toronto har "kælenavnet" TO (hvad der har fået en række virksomheder i byen til at benytte .to-domæner).
| Nationale topdomæner | Spire Denne artikel om nationale topdomæner er en spire som bør udbygges. Du er velkommen til at hjælpe Wikipedia ved at udvide den. |